# Rolf Rosenbrock
Rolf Dietrich Rosenbrock-Freese (* 1. Mai 1945 in Mengersgereuth-Hämmern) ist ein deutscher Sozial- und Gesundheitswissenschaftler. Er leitete von 1995 bis 2012 die Forschungsgruppe Public Health am Wissenschaftszentrum Berlin für Sozialforschung (WZB), zudem lehrte er ab 2007 als Professor an der Berliner Charité. Von 2012 bis 2024 war er Vorsitzender des Paritätischen Gesamtverbands.

## Leben
Rolf Rosenbrock machte nach dem Abitur von 1964 bis 1966 eine kaufmännische Ausbildung bei der Busch Jaeger Dürener Metallwerke AG in Düren und Lüdenscheid. Anschließend studierte er Betriebswirtschaftslehre, Politische Ökonomie und Sozialwissenschaften an der Freien Universität Berlin (FU) und schloss 1972 als Diplom-Kaufmann ab. Von Oktober 1973 bis Juli 1974 war er mit einem Postgraduierten-Stipendium der FU Berlin am Instituto Latinoamericano de Investigaciones Sociales in Santiago de Chile. Aus den Erfahrungen heraus, die er dabei über die politische Situation in Chile erwarb, engagierte er sich anschließend in dem Verein Kinderhilfe Chile und gehörte zusammen mit Helmut Frenz und anderen zu den Gründungsmitgliedern der Aktion zur Befreiung der politischen Gefangenen in Chile.
1974/75 war Rosenbrock Wissenschaftlicher Mitarbeiter am Otto-Suhr-Institut der FU Berlin und 1975/76 bei der Forschungsstelle der Vereinigung Deutscher Wissenschaftler in Hamburg. Mit einer Untersuchung über die Struktur und Konkurrenzformen des Pharma-Marktes wurde er 1977 an der Universität Bremen zum Dr. rer. pol. im Fach Volkswirtschaftslehre/Politische Ökonomie promoviert. Von 1977 bis 1984 war er Wissenschaftlicher Mitarbeiter am Internationalen Institut für Vergleichende Gesellschaftsforschung des Wissenschaftszentrums für Sozialforschung (WZB) in West-Berlin, von 1984 bis 1987 Vertreter des Direktors Frieder Naschold am Forschungsschwerpunkt Arbeitspolitik im Internationalen Institut für Vergleichende Gesellschaftsforschung des WZB.
1988 habilitierte sich Rosenbrock zum Privatdozenten für Sozialwissenschaften/Gesundheitspolitik an der Universität Bremen. Von 1988 bis 1994 war er Leiter der Forschungsgruppe Gesundheitsrisiken und Präventionspolitik und von 1995 bis zu deren Beendigung 2012 Leiter der daraus hervorgegangenen Forschungsgruppe Public Health im WZB. Die Forschungen dieser Gruppe zur sozial bedingten Ungleichheit von Gesundheitschancen, zur Prävention und Gesundheitsförderung in verschiedenen Ländern, Settings und Gruppen, zur Ethik und zur Pflege trugen wesentlich zur Entwicklung und Etablierung des Paradigmas New Public Health in Deutschland bei. 1996 wurde er zum außerplanmäßigen Professor für Sozialwissenschaften und Gesundheitspolitik an der TU Berlin ernannt, seit 2007 lehrte er in gleicher Funktion an der Berlin School of Public Health in der Charité – Universitätsmedizin Berlin.
Rosenbrock war Mitglied des Nationalen Aids-Beirates (NAB) (1995–2016) sowie der Zentralen Ethikkommission (ZEKO) bei der Bundesärztekammer (2010–2015). Von 1987 bis 1990 war er als Sachverständiger Mitglied der beiden Enquete-Kommissionen Strukturreform der Gesetzlichen Krankenversicherung und Gefahren von AIDS und wirksame Wege für ihre Eindämmung des 11. Deutschen Bundestages. Er war von 1999 bis 2009 Mitglied im Sachverständigenrat zur Begutachtung der Entwicklung im Gesundheitswesen (SVR-G) (bis 2004 Sachverständigenrat für die Konzertierte Aktion im Gesundheitswesen (SVRKAiG)), Vorsitzender des wissenschaftlichen Beirats der Bundeszentrale für gesundheitliche Aufklärung (BZgA) (2001–2012), von 2006 bis 2008 Mitglied des Vorstandes der Deutschen Gesellschaft für Public Health (DGPH), seit 2007 ist er Vorsitzender der Landesarbeitsgemeinschaft Gesundheit Berlin-Brandenburg e.V., die den jährlichen Kongress „Armut und Gesundheit“ in Berlin ausrichtet.
Von 2012 bis 2024 war Rosenbrock ehrenamtlicher Vorsitzender des Paritätischen Wohlfahrtsverbandes – Gesamtverband und in dieser Funktion 2015 und 2016 Präsident der Bundesarbeitsgemeinschaft der Freien Wohlfahrtspflege (BAGFW). Während der Covid-19-Pandemie war er von 2021 bis 2022 Mitglied des Sachverständigenausschusses gemäß § 5, Abs. 9 IfSG zur Evaluation der Corona-Maßnahmen der Bundesregierung.
Medial nimmt er immer wieder zu sozial- und gesundheitspolitischen Fragen Stellung, so etwa in der ZEIT, im Tagesspiegel, der Süddeutschen Zeitung, der Frankfurter Rundschau oder der jungen Welt.

## Ehrungen
Thomas Gerlinger, Susanne Kümpers, Uwe Lenhardt, Michael T. Wright (Hg.): Politik für Gesundheit. Fest- und Streitschriften zum 65. Geburtstag von Rolf Rosenbrock, Hans Huber Verlag, Bern 2010, ISBN 978-3-456-94827-0.
In Würdigung seiner Verdienste um die Stärkung der Gesundheitsförderung und Prävention in Deutschland und für sein Engagement gegen soziale Ungleichheit verlieh ihm die Deutsche Gesellschaft für Sozialmedizin und Prävention (DGSMP) im Jahr 2013 die Salomon-Neumann-Medaille. 2017 verlieh ihm der Bundespräsident für seine besonderen Verdienste das Bundesverdienstkreuz am Bande., im Jahre 2021 zeichnete ihn der Kneipp-Bund mit seinem Gesundheitspreis aus; im Jahre 2024 verlieh ihm der Deutsche Paritätische Wohlfahrtsverband – Gesamtverband (DPWV) die Goldene Verdienstmedaille und das Ehrenzeichen in Gold.

## Bücher (Auswahl)
- mit Thomas Gerlinger: Gesundheitspolitik. Eine systematische Einführung. Hans Huber-Verlag, Bern 2004, 4., vollständig überarbeitete Auflage 2024, ISBN 3-456-84022-5.
- mit Claus Michel: Primäre Prävention. Bausteine für eine systematische Gesundheitssicherung. Medizinisch Wissenschaftliche Verlagsgesellschaft, Berlin 2007, ISBN 3-939069-16-7.
- mit Uwe Lenhardt: Wegen Umbau geschlossen? Auswirkungen betrieblicher Reorganisation auf den Gesundheitsschutz. edition Sigma, Berlin 2006, ISBN 3-8360-8670-0.
- mit Uwe Lenhardt und Thomas Elkeles: Betriebsproblem Rückenschmerz. Eine gesundheitswissenschaftliche Bestandsaufnahme zu Verursachung, Verbreitung, Verhütung. Juventa Verlag, Weinheim und München 1997, ISBN 3-7799-1176-0.
- Aids kann schneller besiegt werden. Gesundheitspolitik am Beispiel einer Infektionskrankheit. VSA-Verlag, Hamburg 1986, 2. und 3. Auflage 1987, ISBN 3-87975-389-X.
- Betriebsärzte und Sicherheitsexperten im Betrieb. Camous Verlag, Frankfurt und New York 1982, ISBN 3-593-33068-7.
- mit Volker Friedrich und Adam Hehn: Neunmal teurer als Gold. Die Arzneimittelversorgung in der Bundesrepublik. Rowohlt Taschenbuch Verlag, Reinbek bei Hamburg 1., 2. und 3. Auflage 1977, ISBN 3-499-14067-5.

## Herausgeberschaften
- mit Susanne Hartung: Handbuch Partizipation und Gesundheit, Huber-Verlag, Bern 2012, ISBN 978-3-456-85045-0
- mit Doris Schaeffer: Die Normalisierung von Aids, Politik – Prävention – Krankenversorgung, edition sigma: Berlin 2002, ISBN 3-89404-687-2
- mit Michael T. Wright: Partnership and Pragmatism. Germany’s response to Aids prevention and care, Routledge: London 2000, ISBN 0-415-24105-7
- mit Doris Schaeffer und Martin Moers: Public Health und Pflege. Zwei neue gesundheitswissenschaftliche Disziplinen. edition sigma: Berlin 1994, 2. Auflage 2004, ISBN 3-89404-134-X
- mit Hagen Kühn und Barbara Maria Köhler: Präventionspolitik. Gesellschaftliche Strategien der Gesundheitsicherung, edition sigma, Berlin 1994, ISBN 3-89404-139-0
- mit Doris Schaeffer und Martin Moers: Aids-Krankenversorgung, edition sigma: Berlin 1992, ISBN 3-89404-667-8
- mit Andreas Salmen: AIDS-Prävention. edition sigma: Berlin 1990, ISBN 3-89404-660-0
- mit Friedrich Hauß: Krankenkassen und Prävention, edition sigma, Berlin 1985, ISBN 3-924859-14-0
- Mitherausgeber der Buchreihen ‚Jahrbuch für kritische Medizin‘ (Argument-Verlag, Hamburg bzw. Berlin) (1978–1995)
- Mitherausgeber der der Zeitschrift ‚Demokratisches Gesundheitswesen‘ (Pahl-Rugenstein Verlag, Köln) (1979–1989)
- Mitherausgeber der Buchreihe ,Ergebnisse sozialwissenschaftlicher Aids-Forschung‘ (1990–2002)
- Mitherausgeber der Zeitschrift ‚Prävention‘ (Fachverlag Peter Sabo, Schwabenheim a.d. Selz) (2010–2015) ISSN 0170-2602
- Mitherausgeber der Zeitschrift ‚Prävention und Gesundheitsförderung‘ ISSN 1861-6755 (Verlag Springer Medizin, Heidelberg) (seit 2005)